# Jim Sasser

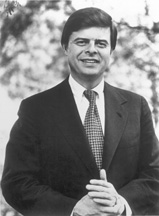
Jim Sasser

James Ralph „Jim“ Sasser (* 30. September 1936 in Memphis, Tennessee; † 10. September 2024 in Chapel Hill, North Carolina) war ein US-amerikanischer Politiker der Demokratischen Partei. Von 1977 bis 1995 saß er für den US-Bundesstaat Tennessee im US-Senat. 

## Biographie
Sasser wurde in Memphis geboren. Kurz nach seiner Geburt zogen seine Eltern nach Nashville. Dort besuchte er die Schule. Er studierte Jura an der University of Tennessee und der Vanderbilt University. 1961 schloss er sein Studium ab und wurde als Rechtsanwalt zugelassen. In Nashville ließ er sich als Rechtsanwalt nieder.
Bereits während seines Studiums, ab 1957, diente er in der Reserve des Marine Corps. 1963 wurde er ehrenhaft entlassen. Sasser trat 1970 erstmals politisch in Erscheinung, als er die nicht erfolgreiche Wiederwahlkampagne von Albert Gore senior managte. 1976 stellte er sich in den Vorwahlen seiner Partei für den Senatssitz seines Heimatstaates zur Wahl. Nachdem er die Nominierung seiner Partei für sich entscheiden konnte, gelang ihm dies auch bei der Hauptwahl im November, als er gegen den Amtsinhaber Bill Brock gewann und ab dem 3. Januar 1977 als Senator für Tennessee in Washington, D.C. tätig war. 1982 und 1988 gelang ihm die Wiederwahl, jeweils mit recht klarer Mehrheit. Sasser saß während seiner Amtszeit im Senat in mehreren Ausschüssen, von 1989 bis zu seinem Ausscheiden war er Vorsitzender des United States Senate Committee on the Budget. Auch 1994 trat er zur Wiederwahl an. 
Nachdem George J. Mitchell seinen Rückzug aus dem Senat und somit auch seinen Rückzug als Parteiführer der Demokraten angekündigt hatte, waren sich die Experten einig, dass Sasser seinen Posten als Parteiführer nach der Wahl übernehmen würde. In den Vorwahlen seiner Partei gewann Sasser deutlich die Nominierung für die Hauptwahl. In der Hauptwahl trat er gegen Bill Frist an, der bis dahin recht unbekannt war. Frist setzte sich überraschend mit 14 % Vorsprung gegenüber Sasser durch. Somit schied er 1995 aus dem Senat aus. 1996 wurde er von US-Präsident Bill Clinton für den Posten des Botschafters der Vereinigten Staaten in der Volksrepublik China vorgeschlagen und vom Senat bestätigt. 1999 wurde er abberufen. Seither lebte Sasser abwechselnd in Tennessee und Washington, D.C. und arbeitete als Berater.
Er war mit Mary verheiratet und Vater eines Sohnes. 